# 피필로티 리스트

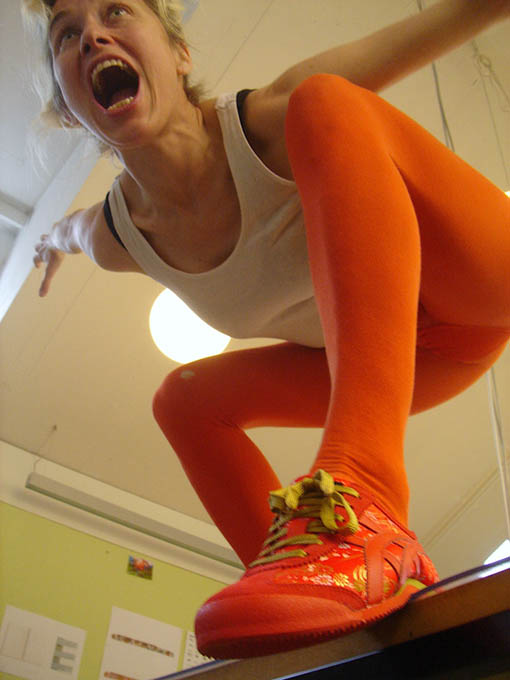

피필로티 엘리자베스 리스트(Pipilotti Elisabeth Rist, 1962년 6월 21일 ~ )는 실험 비디오 아트와 설치미술 제작으로 잘 알려진 스위스의 비주얼 아티스트이다. 작품은 초현실주의, 추상 미술, 여성의 몸에 대한 탐구로 설명되며 대개 여성주의 미술로 분류된다.

## 생애
아버지는 의사이고 어머니는 교사이다. 오스트리아로 유학을 떠나 한 학기 동안 이론물리학을 전공한 뒤, 빈 응용예술대학교에서 상업예술, 삽화, 사진학을 공부했다. 바젤에서 비디오 예술을 전공한 리스트의 작품은 1997년 베네치아 비엔날레에 전시된 바 있다. 2009년 호안 미로 미술상을 수상했다.

## 전시
- 'Robes politiques – Women Power Fashion', Textilmuseum St. Gallen, St. Gallen, Switzerland - 2021년 3월 19일 – 2022년 2월 6일
- 'Your Eye is My Island', National Museum of Modern Art, Kyoto, Japan - Aprll 6 to 2021년 6월 16일
- 'Open My Glade (Flatten)', Contemporary Art in the Public Sphere, Zurich, Switzerland - March 1 – 2019년 9월 22일 보관됨 2022-03-01 - 웨이백 머신
- 'Sip My Ocean', The Museum of Contemporary Art Australia, Sydney, Australia, 2017년 11월 1일 – 2018년 2월 18일 보관됨 2021-08-15 - 웨이백 머신
- 'Open My Glade (Flatten)', Times Square Arts Midnight Moment, New York, New York - January 2017
- 'Pixel Forest', The New Museum, New York, New York - 2016년 10월 26일 - 2017년 1월 15일
- 'Worry Will Vanish', The Museum of Fine Arts, Houston, Texas - 2017년 6월 11일 - 2017년 9월 17일